# 山本ヌイ
山本 ヌイ（やまもと ぬい）は、昭和時代の女性。新橋の芸者。別名・縫子。近衛文麿の愛人。近衛文麿との間に娘の山本斐子を産んでいる。